# Warsaw Spire
Warsaw Spire est un immeuble de bureaux édifié à Varsovie, en Pologne. Il est situé dans l'arrondissement de Wola, place de l'Europe. 
Trois bâtiments composent cet ensemble immobilier réalisé par la société belge Ghelamco : une tour de 180 m (220 m avec les flèches) et deux bâtiments latéraux de 55 m. La surface utile totale avoisine les 100 000 m2 répartis en espaces de bureaux, de services et de commerces. Sa mise en service est achevée en mai 2016.

## L'environnement de la tour

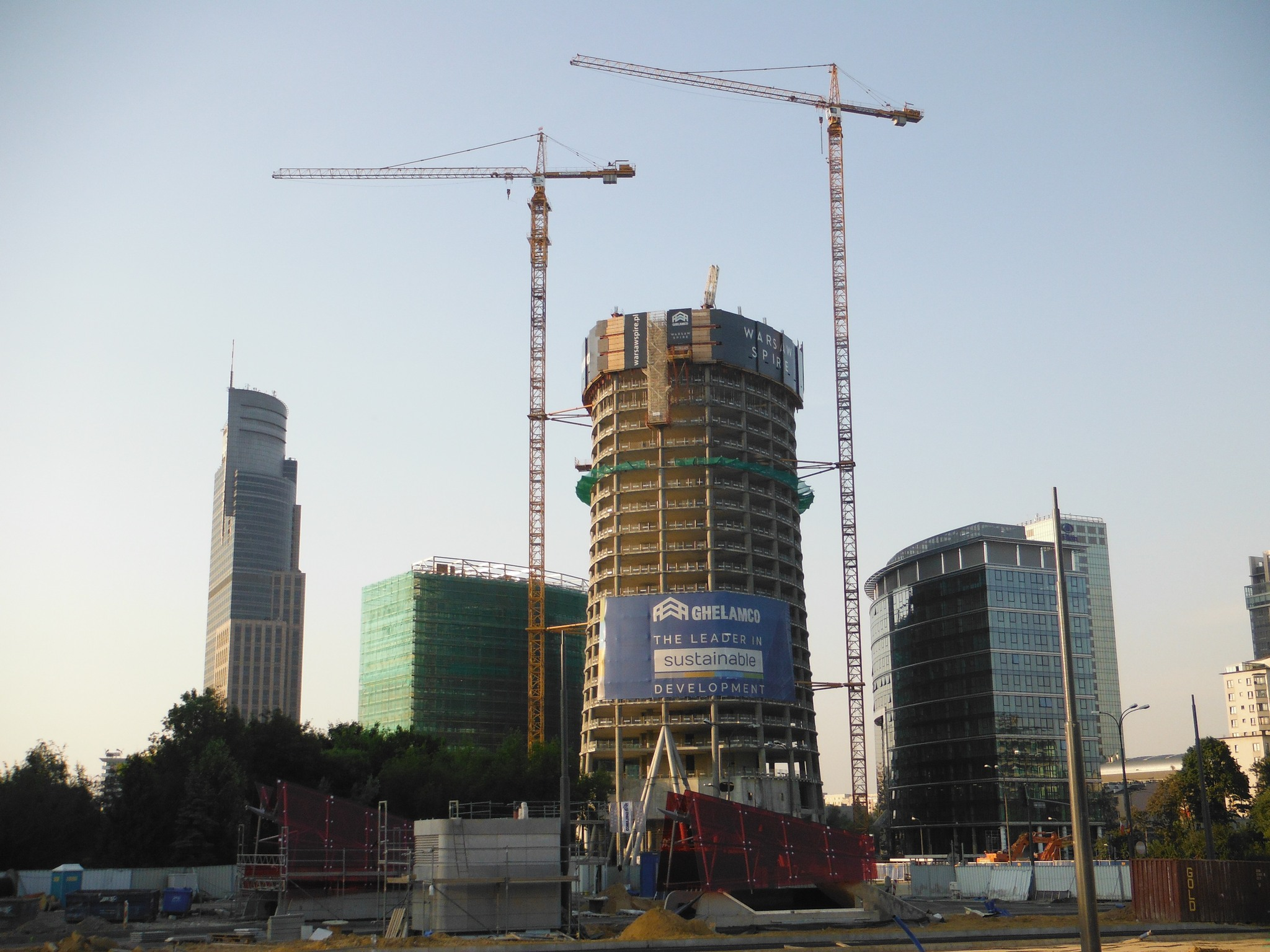
Le complexe Warsaw Spire dans son environnement : le Warsaw Trade Tower et la station de métro en construction (août 2014).